# 깨모의 모험
깨모의 모험은 SBS에서 방영된 TV 애니메이션 시리즈이다. 

## 등장인물
- 깨모
- 미미공주
- 앙뚜
- 팡팡
- 두바
- 쿠쿠마왕
- 초코왕자